# Нир-Давид
Нир-Давид (ивр. ניר דוד‎) — кибуц в Израиле.
Находится на севере страны в долине Бейт-Шеан недалеко от города Дженин. 

## История
Нир-Давид был основан в 1936 году. Кибуц был создан по методу «Стена и башня» под названием Тель-Амаль и в 1937 году переименован в честь сионистского деятеля Давида Вольфсона. В нём на 2010 год проживает около 550 жителей. Возле кибуца находится заповедник Ган ха-Шлоша.

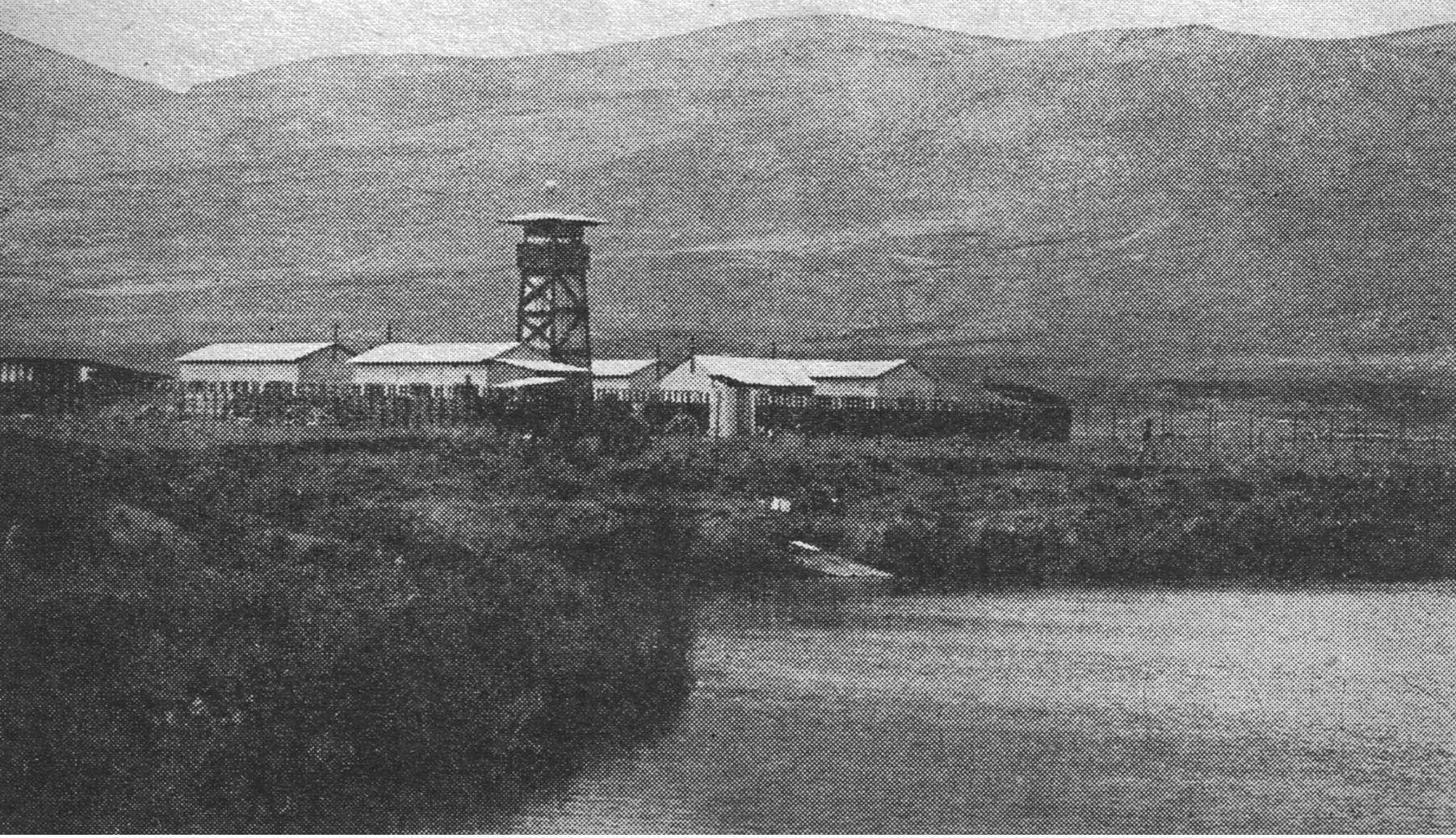
Нир-Давид в 1940 году

Расстояние (по прямой):
- До Иерусалима — 83 км
- До Тель-Авива — 77 км
- До Хайфы — 54 км

## Население
По данным Центрального статистического бюро Израиля, население на начало 2020 года составляло 726 человек.